# Hartmut Kröber
Hartmut Kröber (* 11. Juni 1956) ist ein ehemaliger deutscher Fußballspieler. Von 1980 bis 1982 wurde er vom 1. FC Lokomotive Leipzig in der DDR-Oberliga, der höchsten Spielklasse im DDR-Fußball, aufgeboten. 

## Sportliche Laufbahn
Im höherklassigen Fußballspielbetrieb war Hartmut Körber nur in drei Spielzeiten präsent. Überregional spielte er jedoch schon ab 1975 in der DDR-Juniorenoberliga, in der er 1976 als Abwehrspieler des 1. FC Lokomotive Leipzig DDR-Meister wurde. Der Leipziger Club setzte in anschließend in der Nachwuchsoberliga ein, in der in den ersten Jahren nur sporadisch, ab 1978 aber regelmäßig weiterhin in der Verteidigung aufgeboten wurde. 
Auch in der Saison 1980/81 stand Kröber noch im Aufgebot der Leipziger Nachwuchsmannschaft, erhielt aber bereits seine ersten Einsätze in der DDR-Oberliga. Er profitierte dabei durch den Ausfall mehrerer Stammspieler des 1. FC Lok, sodass er ersatzweise in fünf Oberligaspielen wieder als Verteidiger spielen konnte. Viermal stand er für jeweils die gesamte Spieldauer in der Startelf und war einmal Einwechselspieler. Auch 1981/82 gehörte Kröber nicht zum Oberligaaufgebot und kam nur in einem Oberligaspiel für 13 Minuten als Einwechsler zum Einsatz. 
Nach seinem letzten Oberligaeinsatz verschwand Hartmut Körber für vier Jahre aus dem höherklassigen Fußball. Nur kurz tauchte er in der Saison 1986/87 beim zweitklassigen DDR-Ligisten Chemie Böhlen auf. Dort bestritt er ein Spiel in der DDR-Liga und mit der 2. Mannschaft ein Vorrundenspiel im DDR-Fußballpokal.
Damit war die Karriere des einstigen Juniorenmeisters nach nur sieben Spielen im Bereich der Oberliga und DDR-Liga beendet. 